# Хорнпайп
Хо̀рнпайп (англ. hornpipe) е стар английски духов музикален инструмент, свързван с различни езически обичаи. Представлява дървена цилиндрична тръба с 6 пръстови дупки. Двата края на тръбата завършват с животински рогове. Този в долния край формира фуниеобразно разширение, а другият, в горния край, играе роля на резервоар за въздух. В началото Х век е бил с единично езиче за звука, а много по-късно се въвежда и двойното. Хорнпайп не е чисто английски по произход, такъв инструмент се среща в племената в бискайските провинции на Испания, както в Персия и Индия.